# Manuel de Bragança, Infante de Portugal
O Infante D. Manuel de Bragança (Lisboa, 3 de Agosto de 1697 - Belas, 3 de Agosto de 1766), de seu nome completo Manuel José Francisco António Caetano Estêvão Bartolomeu de Bragança, era o sétimo filho de Pedro II de Portugal e da rainha Maria Sofia de Neuburgo, portanto irmão do rei João V de Portugal. Foi chamado de conde de Ourém e de infante D. Manuel Bartolomeu.

## Dados biográficos resumidos
Muito cedo deixou Portugal, para ir viver em vários países europeus.

### VIda nas cortes europeias
«Durante mais de 20 anos percorreu as grandes capitais, onde sempre foi acolhido com deferência. Obrou feitos de guerra nos Bálcãs; com o apoio do imperador da Áustria [santo imperador Romano-Germânico, arquiduque da Áustria, rei da Hungria, da Boémia e da Croácia], esteve quase a ser rei da Polónia [e grão-duque da Lituânia]; em 1732 foi o seu nome lembrado para receber a nova coroa da Sardenha e da Córsega; e nas suas andanças estabeleceu laços de amizade com figuras notáveis da cultura europeia».
Aos 18 anos o Infante embarcou no dia 5 de novembro secretamente para os Países Baixos num barco inglês, sem consentimento do rei seu irmão, e se dirigiu à Holanda. Pedido seu regresso à pátria, veio por Paris, onde foi hóspede do conde da Ribeira Grande. Mas voltou a fugir, frustrando os intentos de D. João V, seu irmão. Guerreiro e aventureiro, se distinguiu com o Príncipe Eugénio de Saboia. Em 4 de novembro de 1715 fugiu de Lisboa sem ordem, deixando extensa carta ao irmão rei, afirmando que «ia servir ao Imperador seu primo na guerra da Hungria» onde lhe pedia que lhe assistisse «com o que cá lhe dava e com o mais que esperava da sua real grandeza.»
Segundo Rebelo da Silva o «infante, moço ambicioso e inquieto, ardendo em desejos de se mostrar e ganhar fama, cobiçando ver o mundo, desvinculado da tutela da corte do irmão e muito em segredo»  tramou a fuga, atribuindo-a a conluio com a Rainha, grávida do Infante D. Carlos, a fim de dissuadir o Rei de uma viagem que, a pretexto de pagar promessa a Nossa Senhora de Loreto, resolvera efetuar. Obrigado a desaprovar publicamente o procedimento do Infante, suspenderia sua própria viagem - o que fez, satisfazendo a Rainha.»
D. António Caetano de Sousa diz que partiu porque seu espírito belicoso ansiava pela gloria dos combates e Portugal estava em paz. Outros comentam que o rei queria que o irmão tomasse Ordens sacras, quando se tratava da criação da Patriarcal. Pinheiro fugira para apagar a nodoa na sua honra, em movimento de arrebatada indignação. Sua popularidade aumentou.» Veríssimo Serrão, em »História de Portugal», volume V, página 248, diz que «Bebeu na educação uma forma de altivez que tinha as marcas da valentia e do pundonor, haja vista uma das divisas que compôs aos 10 anos: ´Mais devem os homens estimar a perda da vida com honra do que viver com infâmia´.»
Levou um filho do conde de Tarouca, Manuel Teles da Silva, da sua idade, um reposteiro e outro moço mais de serviço, algumas jóias, 20 mil cruzados em prata e uma letra do mesmo valor, da parte do comerciante Manuel de Castro Guimarães, para receber em Londres. Foi para a Holanda, apesar da fragata inglesa que D. João mandou para persegui-los. Em 14 de novembro de 1715 desembarcou em Amsterdam. Levou ali vida alegre e dissipada, do que se lamentava o velho embaixador D. Luís da Cunha ao descrever ao conde de Assumar as «festas, corridas de trenós e bailes em que se dançava até as 7 da manhã, o que o deixava ´meio morto´ de assistir».
Passou para a Haia, com o conde de Tarouca, recebido com grandes festas, e ali passou três meses. Passou à França, indo para a Alemanha depois. Passou à Hungria, no período da 2ª guerra entre os Habsburgos e o Império Otomano. Em 1 de agosto de 1716 se apresentou como voluntário ao Príncipe Eugénio para combater os turcos (150 mil homens). Na Batalha de Petrovaradin em 1716 nas operações de limpeza depois do combate, tomou o comando de um destacamento designado para flagelar os turcos em fuga, mas esta surtida teria acabado mal se não lhe acudissem oficiais mais experimentados. Assistiu à batalha, em Peterwardein tomou parte nela, saiu ferido e coberto de glória, do ataque à praça de Temesvár ou Temeswar (hoje: Timișoara). Em dezembro de 1716 estava em Viena, ingressou no exército austríaco, tomando parte na campanha de Belgrado com o Príncipe Eugênio, com a qual a guerra terminou, firmando-se em 1718 o Tratado de Passarowitz. Nomeado Marechal de campo dos exércitos imperiais, obteve o comando de um Regimento de couraceiros com o elevado soldo de 50 mil cruzados. Daí por diante viveu em constante peregrinação pelas cortes da Europa, vida de dissipação, boémia e amores. Foi pretendente infeliz ao trono da Polónia e da Lituânia. Tendo acumulado avultadas dívidas, que o rei D. João V teve de pagar, impôs-se o seu regresso ao reino em 21 de outubro de 1734.
Suas proezas encontraram eco nas folhas volantes da época na literatura portuguesa: o Eclipse da Lua Otomana e a Notícia Sumária da Gloriosa Vitória Alcançada pelo Sereníssimo Príncipe Eugénio Francisco de Sabóia. Após as proezas bélicas do infante, a quem chamam «filho de Vénus e Marte» ou ainda o «Marte Lusitano», fácil era dar uma explicação para a sua saída do país: vendo Portugal em paz, D. Manuel procurara zonas em guerra pois sentia falta do combate, segundo António Caetano de Sousa.
Conhecido nas altas rodas aristocráticas europeias, o Journal de Verdun registra os movimentos do príncipe; e a sua fama mundana inspirou dois escritores franceses contemporâneos: Madame Dunoyer, nas suas Lettres Historiques et Galantes, descreve com admiração as graças do príncipe e as festas dadas em sua honra pelo conde de Tarouca. O abbé Prévost no seu livro Mémoires et Aventures d'un Homme de Qualité que s'est retiré du Monde, vol. IX, conta à sua maneira, as razões por que teria deixado Portugal: uma história de amor, rematada pelo suicídio da amada.

### Candidatura ao trono a Polónia
Durante 17 anos viveu com a alta aristocracia europeia, aspirando à mão de princesas. Esteve na Itália, na Rússia (em 1730), em Riga e em Varsóvia, tendo sido aventado o seu nome para rei da Polónia e grão-duque da Lituânia (1733). Sem meios, pois a coroa portuguesa não sustentava seu estadão e pretensões, conforme documentos, acabou por regressar a Portugal em 1734. 
Suas dívidas foram parcialmente pagas mediante um adiantamento da herança paterna.

### Retiro em Belas
A partir de 1734, estabeleceu «corte na aldeia»: em Belas, numa propriedade do conde de Pombeiro, o Palácio da Quinta do Marquês ou Palácio da Quinta do Senhor da Serra. Houve quem pretendesse, mais tarde, ter havido uma conspiração em Minas Gerais no intuito de o aclamar Rei do Brasil, o que é tolice, mas efetivamente o infante foi contactado por um português que vivera 20 anos no Brasil, de 1702 a 1722: trata-se de Pedro de Rates Henequim, imediatamente preso pela Inquisição e condenado quatro anos mais tarde em um auto-da-fé em 1744 como cristão-novo e por suas ideias nitidamente milenaristas.
O infante sobreviveu ao monarca e ao terramoto, falecendo solteiro e com poucos meios na quinta de Belas, entregue à vida social e ao convívio com letrados e artistas. 
Em 5 de abril de 1745, na freguesia de Belas, foi padrinho de baptismo de D. Maria da Piedade de Ataíde e Azevedo, avó paterna do futuro governador de Moçambique, Manuel Nicolau Pontes de Ataíde e Azevedo e avó materna de D. Maria Rosa Xavier de Melo e Castro de Ataíde e Mendonça, última comendadora de Alcaria Ruiva na Ordem de Santiago.
Está sepultado no Panteão dos Braganças, no Mosteiro de São Vicente de Fora, em Lisboa.
A melhor obra sobre ele: Ernesto Soares, «O infante D. Manuel (1697-1766). Subsídios para a sua biografia.» Publicada em Lisboa, 1937, em Arquivo Histórico de Portugal, I série, vol. II. Resume-se: O Infante nasceu em Lisboa a 3/8/1697, vindo a morrer em Lisboa a 3/8/1766. Era filho de D. Pedro II e da sua segunda mulher D. Maria Sofia Isabel de Neuburgo. Viajou para Alemanha e Hungria com Manuel Teles da Silva, filho do Conde Tarouca, nosso embaixador naquele país. Participou na batalha de Peterwaradein e de Belgrado.»